# Saksisch-Zwitserland
Saksisch-Zwitserland (Sächsische Schweiz) is het Duitse gedeelte van het Elbezandsteengebergte tussen Dresden en de Tsjechische grens. Dit natuurgebied is een nationaal park, het Nationaal Park Sächsische Schweiz. Op een van de bergen ligt de imposante vesting Königstein nabij de plaats Königstein. Verder is er de brug van Bastei, een natuurwonder van enkele markante rotspunten. Aan Tsjechische zijde loopt het gebied over in Boheems-Zwitserland, beschermd als Nationaal park České Švýcarsko.
De Malerweg loopt door het gebied.